# Euplocia menbliaria
Euplocia menbliaria är en fjärilsart som beskrevs av Jurriaanse 1919. Euplocia menbliaria ingår i släktet Euplocia och familjen nattflyn. Inga underarter finns listade i Catalogue of Life.